# Ledley King
Ledley Brenton King, né le 12 octobre 1980 à Stepney (Londres), est un footballeur international anglais qui évoluait au poste de défenseur. Ce solide stoppeur resta fidèle toute sa carrière à son club formateur. Régulièrement cité parmi les meilleurs défenseurs du championnat anglais, King vit sa carrière souvent gâchée par un problème persistant de cartilage au genou, pour lequel aucun traitement médical ne fut trouvé.

## Biographie
Formé à Tottenham Hotspur, King débute en professionnel en mai 1999. Son premier but pour le club a lieu en décembre 2000 contre Bradford, seulement dix secondes après son entrée en jeu, soit un record pour la Premier League à l'époque (record attribué depuis au club rival d'Arsenal et spécialement à Nicklas Bendtner qui marque de la tête après seulement 1,4 seconde passé sur le terrain, lors d'un victoire 2-1 contre le Tottenham de King[réf. nécessaire]).
Au début de sa carrière, il joue en tant que milieu défensif ou également défenseur. Son premier match pour l'Angleterre a lieu en mars 2002 contre l'Italie, et son premier but contre le Portugal en février 2004. Au total, King joue 21 fois pour l'Angleterre, marquant deux buts.
King n'est pas retenu pour la Coupe du monde 2006, son poste étant convoité par John Terry, Rio Ferdinand et Sol Campbell, également défenseurs centraux. Ledley King est cependant retenu dans les 23 joueurs sélectionnés par Fabio Capello pour la Coupe du monde 2010.
Entre 2008 et 2012, Ledley King est régulièrement aligné en tant que capitaine des Spurs.
Handicapé depuis plusieurs années par son sérieux problème de cartilage aux genou, King est forcé de mettre un terme à sa carrière sportive le 19 juillet 2012,.
Le 12 mai 2014, un match est organisé en l'honneur de sa carrière par son unique club. Ce match était composé de l'équipe de Tottenham actuelle opposé à une équipe de joueurs qui ont évolué aux côtés du défenseur anglais durant ses 13 années au club, comme Teddy Sheringham, David Ginola, ou Dimitar Berbatov. Ce match s'achève sur une victoire 6-3 de l'équipe du retraité, il inscrit d'ailleurs le 1er but du match avant que Sheringham inscrive un doublé et Louis Saha un triplé.
Après la fin de sa carrière, Ledley King devient un ambassadeur du club londonien, représentant Tottenham notamment lors des tirages au sort de coupe d'Europe, mais également lors de la finale de la Ligue des champions 2018-2019, car c'est lui qui apporte la coupe aux grandes oreilles sur le terrain avant le début de la première finale disputée par les Spurs. Le 6 août 2020, Ledley King rejoint le staff de José Mourinho, en poste à la tête de Tottenham.

## Statistiques
| Saison                | Club                  | Championnat           | Championnat | Championnat | Coupe(s) nationale(s) | Coupe(s) nationale(s) | Compétition(s) continentale(s) | Compétition(s) continentale(s) | Compétition(s) continentale(s) | Angleterre | Angleterre | Total | Total |
| Saison                | Club                  | Division              | M.          | B.          | M.                    | B.                    | Comp.                          | M.                             | B.                             | M.         | B.         | M.    | B.    |
| 1998-1999             | Tottenham Hotspur     | Premier League        | 1           | 0           | 0                     | 0                     | -                              | -                              | -                              | -          | -          | 1     | 0     |
| 1999-2000             | Tottenham Hotspur     | Premier League        | 3           | 0           | 0                     | 0                     | -                              | -                              | -                              | -          | -          | 3     | 0     |
| 2000-2001             | Tottenham Hotspur     | Premier League        | 18          | 1           | 5                     | 1                     | -                              | -                              | -                              | -          | -          | 23    | 2     |
| 2001-2002             | Tottenham Hotspur     | Premier League        | 32          | 0           | 10                    | 1                     | -                              | -                              | -                              | 1          | 0          | 43    | 1     |
| 2002-2003             | Tottenham Hotspur     | Premier League        | 25          | 0           | 1                     | 0                     | -                              | -                              | -                              | 1          | 0          | 27    | 0     |
| 2003-2004             | Tottenham Hotspur     | Premier League        | 29          | 1           | 6                     | 1                     | -                              | -                              | -                              | 5          | 1          | 40    | 3     |
| 2004-2005             | Tottenham Hotspur     | Premier League        | 38          | 2           | 9                     | 1                     | -                              | -                              | -                              | 5          | 0          | 52    | 3     |
| 2005-2006             | Tottenham Hotspur     | Premier League        | 26          | 3           | 1                     | 0                     | -                              | -                              | -                              | 4          | 0          | 31    | 3     |
| 2006-2007             | Tottenham Hotspur     | Premier League        | 21          | 0           | 0                     | 0                     | C3                             | 6                              | 0                              | 3          | 0          | 30    | 0     |
| 2007-2008             | Tottenham Hotspur     | Premier League        | 4           | 0           | 4                     | 0                     | C3                             | 2                              | 0                              | -          | -          | 10    | 0     |
| 2008-2009             | Tottenham Hotspur     | Premier League        | 24          | 1           | 2                     | 0                     | C3                             | 3                              | 0                              | -          | -          | 29    | 1     |
| 2009-2010             | Tottenham Hotspur     | Premier League        | 20          | 2           | 1                     | 0                     | -                              | -                              | -                              | 2          | 1          | 23    | 3     |
| 2010-2011             | Tottenham Hotspur     | Premier League        | 6           | 0           | 0                     | 0                     | C1                             | 3                              | 0                              | -          | -          | 9     | 0     |
| 2011-2012             | Tottenham Hotspur     | Premier League        | 21          | 0           | 2                     | 0                     | -                              | -                              | -                              | -          | -          | 23    | 0     |
| Total sur la carrière | Total sur la carrière | Total sur la carrière | 268         | 10          | 39                    | 4                     | -                              | 14                             | 0                              | 21         | 2          | 342   | 16    |

## Palmarès
- Tottenham Hotspur
  - Vainqueur de la League Cup en 2008
  - Finaliste de la League Cup 2002 et 2009.

### Distinctions individuelles
- Joueur du mois du championnat d'Angleterre en septembre 2004.